# Allspark
Allspark (fino al 2019 Hasbro Studios) è stata una compagnia di produzione televisiva virtuale statunitense situata a Burbank in California. È stata una società sussidiaria di Hasbro. Il 9 ottobre 2020 viene assorbita dalla Entertainment One.
Molte delle sue produzioni sono basate sui franchise Hasbro e vengono trasmesse sul canale Hub Network (in precedenza "The Hub"), una joint venture in comune tra Hasbro e Discovery Communications.

## Storia
Hasbro aveva prodotto negli anni ottanta un film di Transformers, Waddingtons, successivamente acquistato da Hasbro nel 1994 e Signori, il delitto è servito nel 1985. su licenza di Clue's US.
In precedenza, Hasbro aveva concesso a DreamWorks la licenza per produrre un film live action su Transformers, uscito nel 2007. Il franchise Transformers è proseguito con la Paramount Pictures, distributrice e acquirente di DreamWorks, con l'aggiunta della proprietà di G.I. Joe.
Hasbro e Universal Pictures firmarono un accordo nel febbraio 2008 per scrivere e produrre quattro film a partire da sette proprietà Hasbro: Battaglia navale, Candy Land, Cluedo, Magic: l'Adunanza, Monopoly, Ouija e Stretch Armstrong: Hasbro avrebbe coperto tutte le spese di produzione dei film e Universal avrebbe pagato 5 milioni di dollari per ciascuna proprietà non inclusa nei film.
A maggio Bennet Schneir fu ingaggiato per coordinare la divisione Hasbro Films, mentre Hasbro riacquistò inoltre da Sunbow Productions serie animate già di sua proprietà intellettuali.
Il 9 novembre 2010 Hasbro Studios ha firmato un accordo con il gruppo media canadese Corus Entertainment per poter trasmettere le proprie produzioni su reti televisive canadesi, come YTV e Teletoon.
Il 6 ottobre 2011 Hasbro Studios ha firmato un accordo con sette linee aeree statunitensi e internazionali, tra cui Continental Airlines e Qantas, per trasmettere sui loro aeroplani.
Nel 2012, la produzione di tutte le proprietà di Hasbro concesse a Universal, tranne Battleship e Ouija, fu arrestata. Mentre la divisione film di Hasbro continuò a disporre di una sede presso Universal, Hasbro ottenne la possibilità di sviluppare le proprietà in precedenza concesse a Universal presso qualunque altro studio. Universal pagò una quota multimilionaria, anziché i 5 milioni per proprietà, per rescindere il contratto.
Il 31 gennaio 2012 fu annunciato che la Columbia Pictures, Happy Madison e Adam Sandler stavano concludendo una negoziazione per realizzare il film Candy Land. A febbraio, si conclusero gli accordi con Relativity Media per il film Stretch Armstrong. A ottobre Hasbro firmò un accordo biennale per una coproduzione per produrre film basati su Monopoli, Action Man e Hungry Hungry Hippos . A dicembre, Hasbro ha trasferito la divisione per i film lungometraggi all'interno di Hasbro Studios, assieme all'altra divisione per i cortometraggi.
A ottobre 2013, Relativity Media e Hasbro hanno rimosso il film Stretch Armstrong dal loro programma. A gennaio 2014, Hasbro ha annunciato un accordo con la 20th Century Fox per realizzare il film Magic: l'Adunanza della sua sussidiaria Wizards of the Coast
Il 26 marzo 2019 viene annunciato che Hasbro Studios sarebbe stata rinominata Allspark, dal nome del manufatto immaginario presente nel franchise Transformers.
Il 30 dicembre 2019 Hasbro ha completato l'acquisizione della società di intrattenimento canadese Entertainment One.  Il 9 ottobre 2020 eOne assume ufficialmente il ruolo di produttore di Hasbro e ha iniziato lo sviluppo e la distribuzione di contenuti basati sulle proprietà di quest'ultima, contemporaneamente Allspark viene assorbita dalla società appena acquisita.

## Filmografia

### Film
- Transformers  (2007)
- Transformers - La vendetta del caduto (2009)
- G.I. Joe - La nascita dei Cobra  (2009)
- Transformers 3 (2011)
- Battleship (2012)
- G.I. Joe - La vendetta (2013)
- My Little Pony: Equestria Girls (2013)
- Transformers Prime Beast Hunters: Predacons Rising (2013)
- Transformers 4 - L'era dell'estinzione  (2014)
- Ouija  (2014)
- My Little Pony: Equestria Girls - Rainbow Rocks (2014)
- Jem e le Holograms (2015)
- My Little Pony: Equestria Girls - Friendship Games (2015)
- My Little Pony: Equestria Girls - Legend of Everfree (2016)
- Ouija - L'origine del male  (2016)
- Transformers - L'ultimo cavaliere  (2017)
- My Little Pony - Il film  (2017)
- My Little Pony: una nuova generazione (2021)

### Serie televisive
- Family Game Night (2010–in corso)
- Pictureka! (2010–2011)
- Taylor Swift: Journey to Fearless (2010)
- The Game of Life (2011-2012)
- Scrabble Showdown (2011-2012)
- Clue (2011)

### Serie animate
- Pound Puppies (2010–2013)
- My Little Pony - L'amicizia è magica (2010–2019)
- Le avventure di Chuck & Friends (2010-2011)
- G.I. Joe: Renegades (2010-2011)
- Transformers: Prime (2010-2013)
- Transformers: Rescue Bots (2011-in corso)
- Kaijudo (2012-in corso)
- Littlest Pet Shop (2012-2016)
- Transformers: Robots in Disguise (2015-2016)
- Blazing Team (2015-in corso)
- Hanazuki: Full of Treasures (2017-in corso)
- Stretch Armstrong (2017-in corso)
- Littlest Pet Shop: A World of Our Own (2018-in corso)
- Transformers: Cyberverse (2018-in corso)